# 马氏铜蛛
马氏铜蛛（学名：Chalcoscirtus martensi）为跳蛛科铜蛛属的动物。分布于尼泊尔、俄罗斯、以及中国大陆的新疆等地。